# Macrothele incisa
Espèce
Macrothele incisa est une espèce d'araignées mygalomorphes de la famille des Macrothelidae.

## Distribution
Cette espèce est endémique du Kongo Central au Congo-Kinshasa,. Elle se rencontre vers Mbanza-Ngungu.

## Description
Le mâle subadulte holotype, pris pour une femelle, mesure 16,3 mm.

## Systématique et taxinomie
Cette espèce a été décrite par Benoit en 1965.

## Publication originale
- Benoit, 1965 : « Dipluridae de l'Afrique Centrale (Araneae - Orthognatha) II. Genres Lathrothele nov. et Macrothele Ausserer. » Revue de zoologie et de botanique africaines, vol. 71, p. 113-128.